# Galoob
Galoob, war ein US-amerikanischer Spielzeughersteller mit Sitz in San Francisco. Das Unternehmen wurde insbesondere bekannt für ihre Micro-Machines-Spielzeugautos. Nach mehreren Misserfolgen geriet die Firma in finanzielle Schwierigkeiten und wurde 1998 von Hasbro gekauft.

## Geschichte
Galoob wurde 1957 von Barbara und Lewis Galoob gegründet. Anfangs war das Unternehmen noch ein Vertrieb für Bürobedarf und Spielzeug. Die Einführung des Jolly Chimp, eines batteriebetriebenen Spielzeugaffen, war der erste größere Erfolg der Firma. Aus gesundheitlichen Gründen übergab Lewis Galoob 1970 die Leitung der Firma an seine Söhne David und Robert.
David und Robert Galoob führten die Firma erfolgreich weiter und steigerten den Umsatz bis 1976 auf über 1 Million Dollar. 1976 legten sie mit dem Kauf eines Herstellers für funkferngesteuerte Autos einen weiteren Grundstein für den Erfolg der Firma. Mit dem Verkauf von funkferngesteuerten Trucks und Autos konnte der Umsatz bis 1978 auf 5 Millionen Dollar gesteigert werden. Ab den 1970er Jahren begann Galoob mit dem Vertrieb von Lizenz- und Merchandisingprodukten. Ein besonderer Erfolg wurden die Lizenzfiguren der Schlümpfe sowie die Mister-T-Figur, mit denen der Umsatz der Firma bis 1983 auf über 28 Millionen Dollar anstieg.
Mit einem speziellen ferngesteuerten Offroadauto namens The Animal, das mit Hilfe von ausfahrbaren Klauen besonders gut im Gelände fahren sollte, konnte schließlich bis 1985 ein Umsatz von 100 Millionen Dollar erreicht werden.
In den nächsten Jahren konnte Galoob nicht mehr an frühere Erfolge anknüpfen. Hierzu trugen neben einer Reihe von am Markt erfolglosen Produkten wie dem Strobe-Dice, einem elektronischen Würfelspiel oder Babytalk, einer sprechenden Puppe, auch die zunehmende Popularität elektronischer Spielzeuge und die günstigeren Produktionsbedingungen in China bei. 1987 erlitt Galoob einen Verlust von 25 Millionen Dollar.
1987 landete Galoob mit der Einführung der Micro Machines einen Coup. Die Produkte verkauften sich gut und machten schon bald einen großen Teil des Umsatzes aus. So betrug 1989 der auf Micro Machines anfallende Anteil des 228 Millionen Dollar betragenden Umsatzes gut 60 %.
Anfang der 1990er Jahre liefen die Geschäfte erneut schlecht für die Firma. Neben einem deutlichen Einbruch der Verkaufszahlen wurde Galoob von der Federal Trade Commission wegen irreführender Werbung schuldig gesprochen. Galoob musste Arbeitskräfte entlassen und trennte sich auch von David Galoob. Unter dem neuen geschäftsführer Mark Goldmann konzentrierte sich die Firma auf das erfolgreiche Kerngeschäft mit den Micro Machines und erweiterte deren Produktpalette um zahlreiche Lizenzprodukte wie Star Wars, Star Trek oder Power Rangers. Hierdurch konnte der Umsatz von 43 Millionen Dollar im Jahr 1991 auf 113 Millionen 1994 gesteigert werden.
Mit neuen Produkten wie dem Sky Dancer, einer flugfähigen Feenfigur, Puppenhäusern oder Videospielzubehör konnte Galoob sich bis 1995 mit einem Umsatz von 220 Millionen Dollar als drittstärkster amerikanischer Spielzeughersteller etablieren. Insbesondere der Sky Dancer war ein großer Erfolg und wurde zu einem der meistverkauften Mädchenspielzeuge überhaupt. Nachdem in den folgenden Jahren erneut Verluste eingefahren wurden, übernahm der Spielzeughersteller Hasbro Galoob 1998 für einen Kaufpreis von 220 Millionen Dollar.

## Game Genie

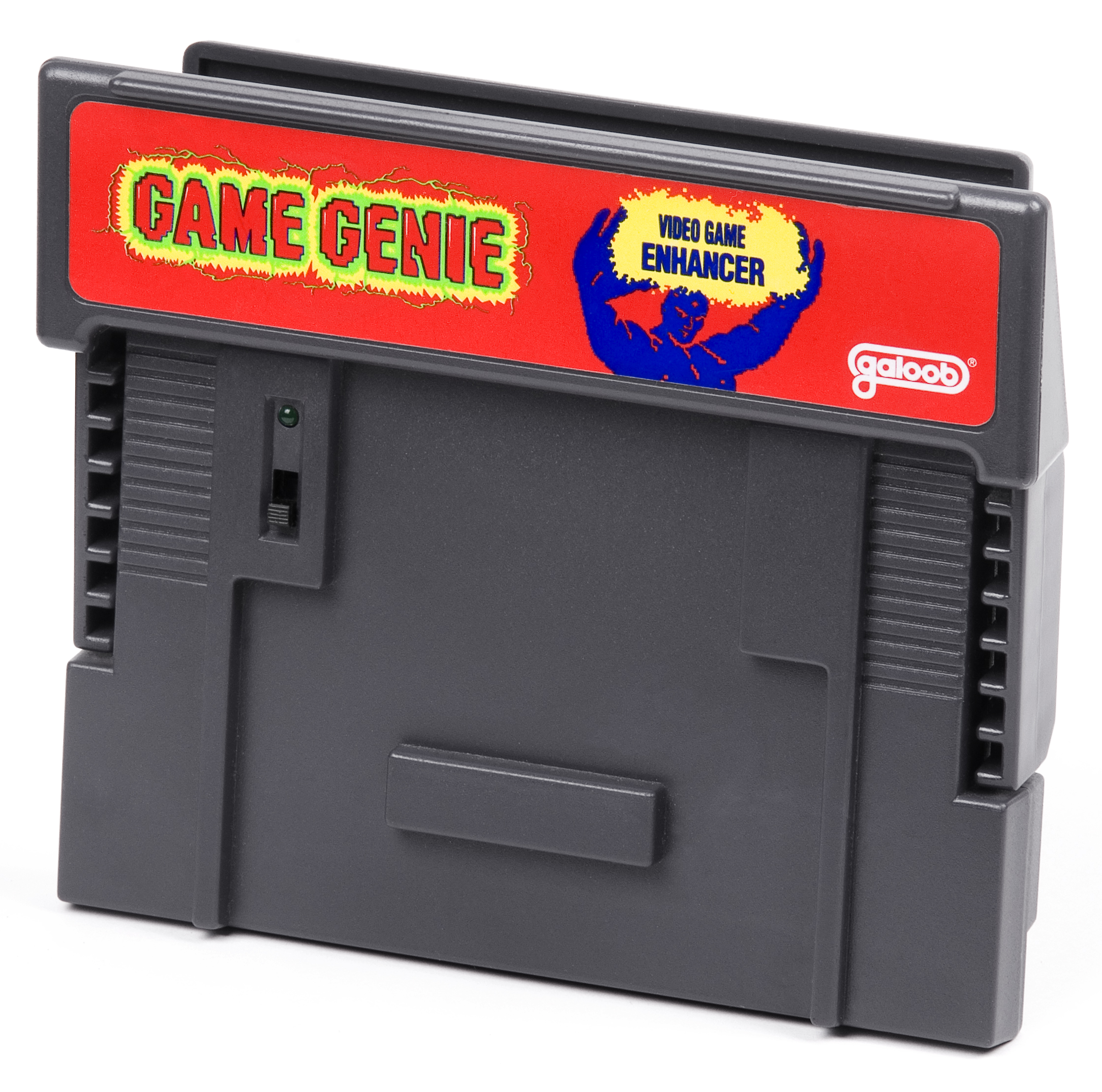
Game Genie Steckmodul für das Super Nintendo Entertainment System.

1992 brachte Galoob für verschiedene Videospielekonsolen der Firmen Nintendo und Sega das Game Genie Cartridge heraus. Dieses erlaubte bei verschiedenen Spielen die Verwendung von sogenannten Cheats, die dem Spieler zusätzliche Leben, Waffen oder andere Features ermöglichten, die so in den Spielen nicht vorgesehen waren. Die Rechte an dem Modul hatte man von der Firma Codemasters erworben.
1992 verdiente Galoob mit dem Game Genie noch 65 Millionen Dollar, aber schon 1994 waren die Verkaufszahlen auf weniger als 7 % gesunken, da man mit den Weiterentwicklungen auf dem Konsolen- und Videospielmarkt nicht mithalten konnte.
Im Gegensatz zu Sega, die das Game Genie Modul unterstützten, sah Nintendo es nicht gerne, dass mit dem Modul ihre Spiele modifiziert wurden. Nintendo erwirkte eine einstweilige Verfügung gegen den Verkauf in den USA und klagte gegen Galoob wegen Verletzung ihres Urheberrechtes. Das Gericht kam jedoch zu dem Schluss, dass durch die Verwendung des Moduls das Urheberrecht Nintendos nicht verletzt sei und wies die Klage ab. Nintendo wurde zudem verurteilt, Galoob einen Verlustausgleich für die Dauer des per einstweiliger Verfügung erwirkten Verkaufsstops in Höhe von 16 Millionen Dollar zu zahlen.